# Jean Van Houtte

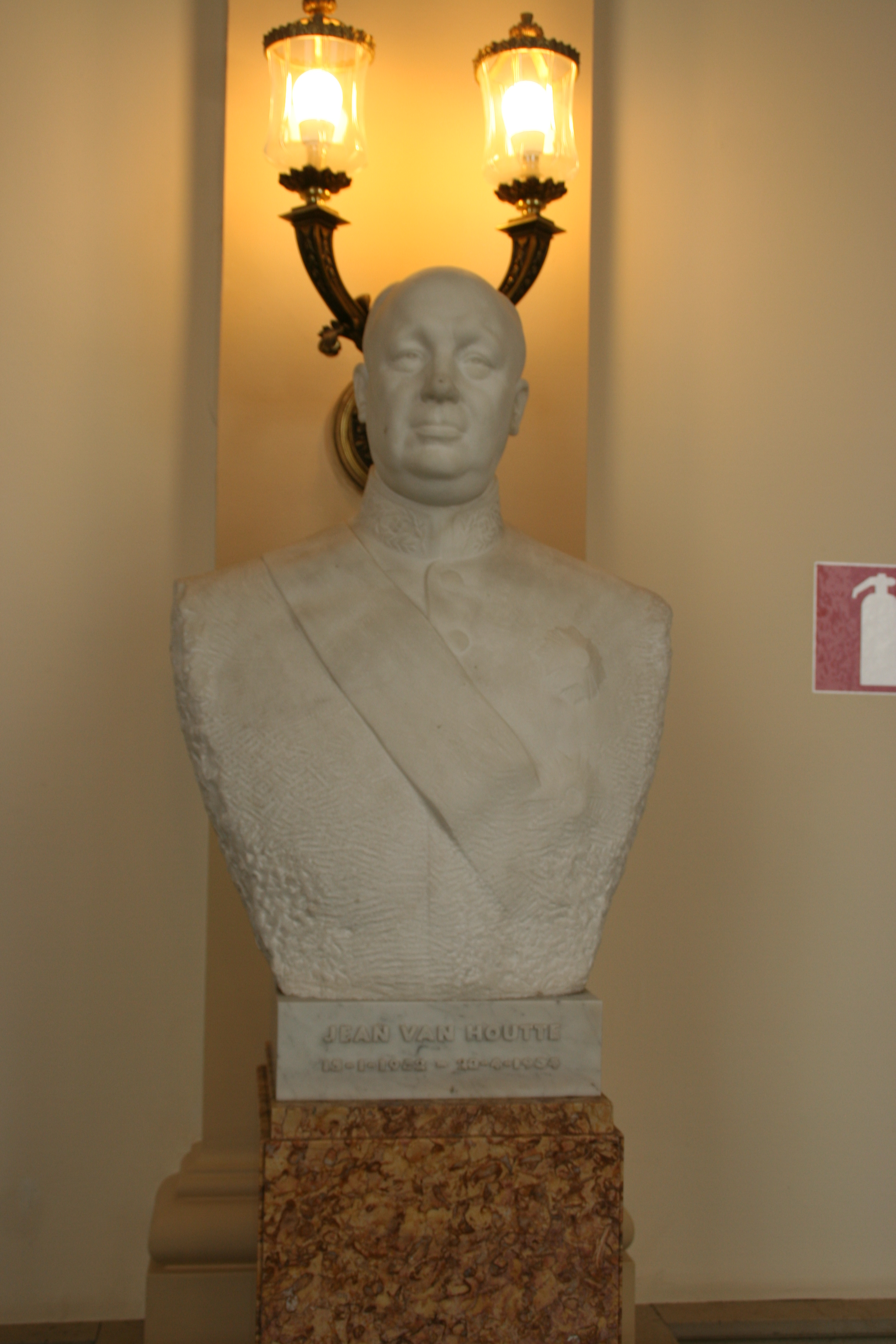
Jean Van Houtte (Palast der Nation (Brüssel))

Jean Marie Joseph Van Houtte (* 17. März 1907 in Gent; † 23. Mai 1991 in Etterbeek) war ein belgischer christdemokratischer Finanzfachmann, Politiker und Premierminister.

## Studium und berufliche Laufbahn
Nach dem Studium der Rechtswissenschaften und der Promotion zum Doctor Iuris war er zunächst als Notar tätig. Später war er Professor der Rechtswissenschaften an den Universitäten von Gent und Lüttich sowie Direktor des Instituts für öffentliche Finanzen.

## Politische Laufbahn
Van Houtte vertrat von 1949 bis 1968 die Christliche Volkspartei (CVP) im Senat. Dort war er von 1965 bis 1968 Vorsitzender des Finanzausschusses.
Vom 8. Juni 1950 bis zum 15. Januar 1952 war er Finanzminister in den Kabinetten von Jean Duvieusart und Joseph Pholien.
Am 15. Januar 1952 wurde er schließlich selbst zum Premierminister ernannt. Dieses Amt übte er bis zu seiner Ablösung durch Achille Van Acker am 23. April 1954 aus. Seine Regierungszeit war gekennzeichnet durch die damalige weltweite Rezession. Darüber hinaus kritisierte die Opposition die nach ihrer Ansicht zu milden Repressionen gegen belgische Kollaborateure sowie die Verlängerung des Wehrdienstes.
Vom 26. Juni 1958 bis zum 25. April 1961 wurde der anerkannte Finanzfachmann durch Premierminister Gaston Eyskens erneut zum Finanzminister berufen. Während dieser Zeit gehörte er auch dem Gouverneursrat der Internationalen Bank für Wiederaufbau und Entwicklung (IBRD) an. Ferner war er 1959 Gouverneur der Europäischen Investitionsbank (EIB).

## Auszeichnungen
Für seine Leistungen in der Politik erhielt er 1966 zunächst den königlichen Ehrentitel eines „Staatsministers“ und wurde 1970 von König Baudouin I. zum Baron ernannt.
Darüber hinaus war er Doctor honoris causa der Universitäten von Grenoble, Lille und Nizza.

## Veröffentlichungen
- La responsabilité civile dans les transports aériens intérieurs et internationaux, Louvain 1940